# Werner Aisslinger
Werner Aisslinger, né en 1964 à Nördlingen en Bavière, est un designer mobilier allemand. Son travail constitue une approche artistique et expérimentale. Il est notamment célèbre pour son utilisation de matériaux inhabituels ou nouveaux.

## Biographie
En 1989, il travaille pour Ron Arad et Jasper Morrison à Londres puis pour Michele De Lucchi à Milan en 1991. En 1993, il est diplômé de l’université des arts de Berlin, il y enseignera le design un an plus tard. Cette même année, il fonde son agence Studio Aisslinger, basée à Berlin.
En 1997, son fauteuil Juli est sélectionné par le Museum of Modern Art (MoMa) de New York pour sa collection permanente. C'est la première fois depuis 1964 que le siège d’un créateur allemand intègre les collections du musée et l'annonce a un grand retentissement.
Il est professeur à l’université des arts et du design de Karlsruhe de 1998 jusqu’en 2005. En 2006, Werner Aisslinger devient superviseur de projet dans le Designlabor de Bremerhaven et depuis 2006 membre du jury et curateur de la fondation Raymond-Loewy ainsi que membre du jury du prix Lucky Strike Design. Il a collaboré avec les marques Cappellini, Zanotta, Magis, Porro, Interlübke, Mercedes-Benz, Adidas, IC-Berlin, Marc'o Polo, Bombay Sapphire, FSBFranz Schneider BrakelFSB (Franz Schneider Brakel), Thonet, Flötotto, Berker et Hugo Boss.

## Productions
- 1994 : étagère en bois Étagère sans fin pour Porro qui devient un succès commercial. C'est le premier meuble modulaire du designer[1].
- 1996 : fauteuil réglable et pivotant Juli pour Cappellini, réalisé en mousse de polyuréthane, un matériau issu de l'industrie automobile. Celui-ci peut faire penser au Swan d'Arne Jacobsen à cause de sa forme en tulipe[1].
- 2000 : chaise longue Soft pour Zanotta[réf. nécessaire]. Sa collection de mobilier Soft Cell est créée à partir d'un gel habituellement utilisé dans les blocs opératoires et entre dans la collection permanente du Vitra Design Museum de Weil am Rhein en Allemagne[1].
- 2001 : commode modulable Plus Unit pour Magis.
- 2002 : caisson à tiroirs Case et Rangement Cube pour Interlübke.
- 2003 :
  - chaise Nic Chair pour Magis ;
  - chaise Gel Chair pour Cappellini ;
  - prototype du LoftCube, unité mobile et modulaire d'habitation[1] adaptable aux grandes villes. Aisslinger l'installa notamment sur les toits de Berlin pour la faire connaître.
- 2006 : canapé Low pour Joquer.
- 2007 : table de bureau Level 34 pour Vitra.
- 2009 : vases Mesh Vases (fabriqués avec le Centre international d'art verrier situé à Meisenthal en France) pour Lumas.
- 2010 : table X-table pour Böwer.

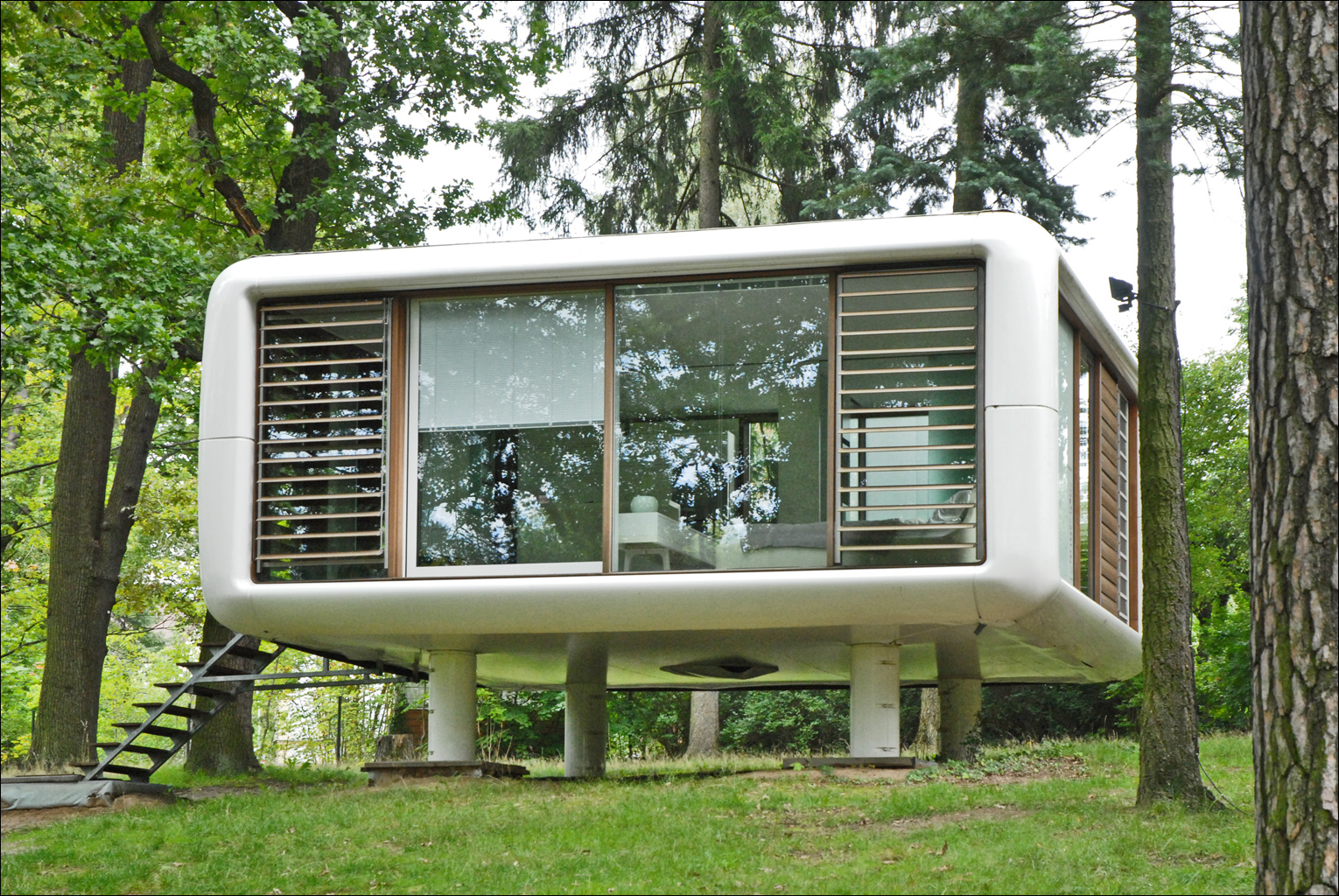
Loftcube dans le centre d'art Haus am Walsee à Berlin
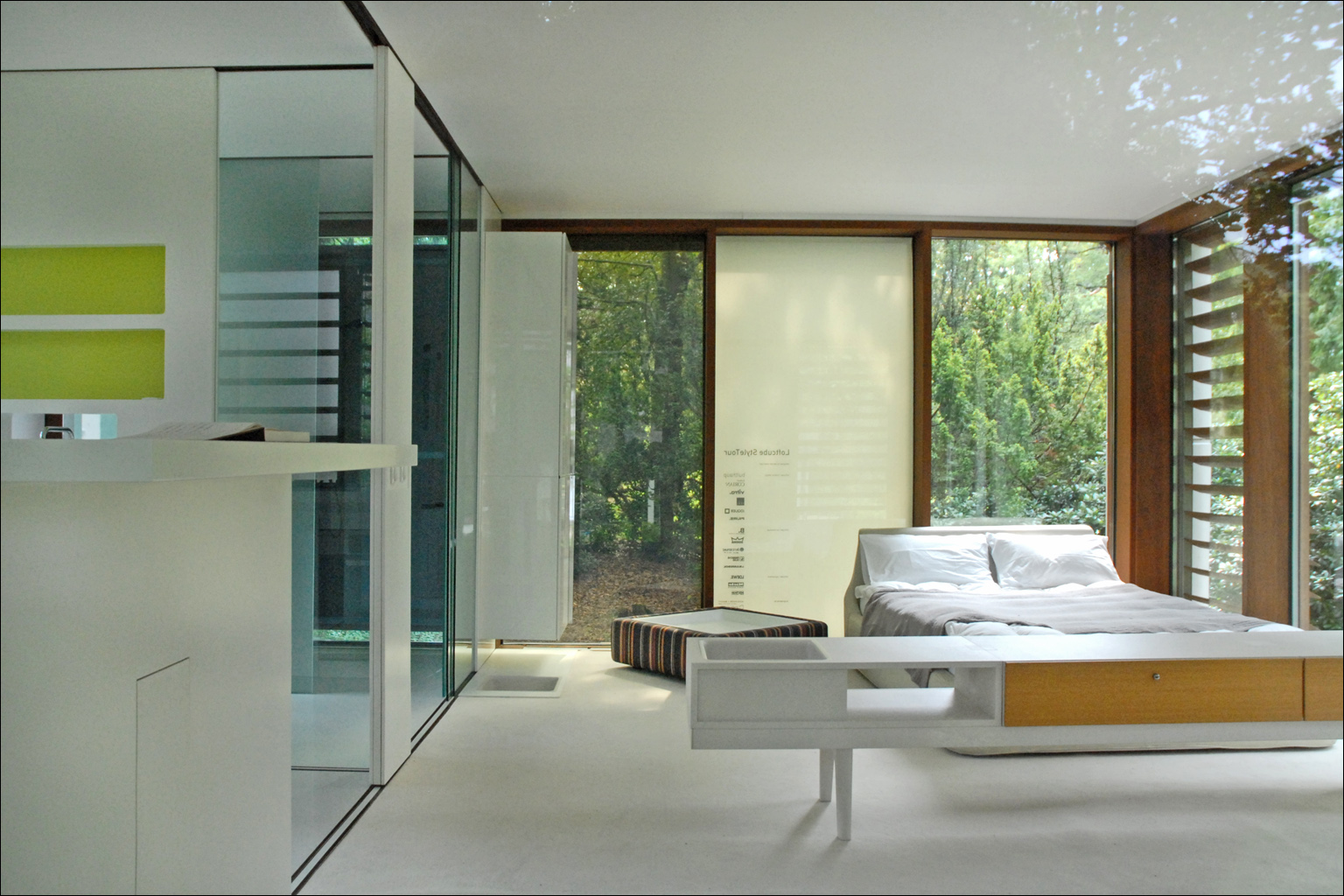
Intérieur du Loftcube

## Prix et distinctions
Il reçoit en 1996 le Bundespreis Produktdesign pour l'Étagère sans fin.

## Sources
1. 1 2 3 4 5 6 7 8  AZ Design, éditions Aubanel p. 23.
2. ↑  « Vitra  / Designers & Architects », sur Vitra (consulté le 15 octobre 2020).